# تعددية التخصصات
تعددية التخصصات هو خليط غير متكامل من التخصصات مع الاحتفاظ بكل الانضباط المنهجي والافتراضات دون تغيير أو تطوير من تخصصات أخرى في إطار العلاقة متعددة التخصصات.
تعددية التخصصات تختلف اختلافا واضحا بسبب العلاقة المشتركة بين التخصصات.

## اقرأ أيضًا
- حقول متداخلة